# Ultimum Chasma
Ultimum Chasma és una estructura geològica del tipus chasma a la superfície de Mart, situada amb el sistema de coordenades planetocèntriques a -80.23 ° de latitud N i 167.92 ° de longitud E. Fa 322.09 km de diàmetre. El nom va ser fet oficial per la UAI l'any 2006 i pren el nom d'una característica d'albedo.